# Siófok

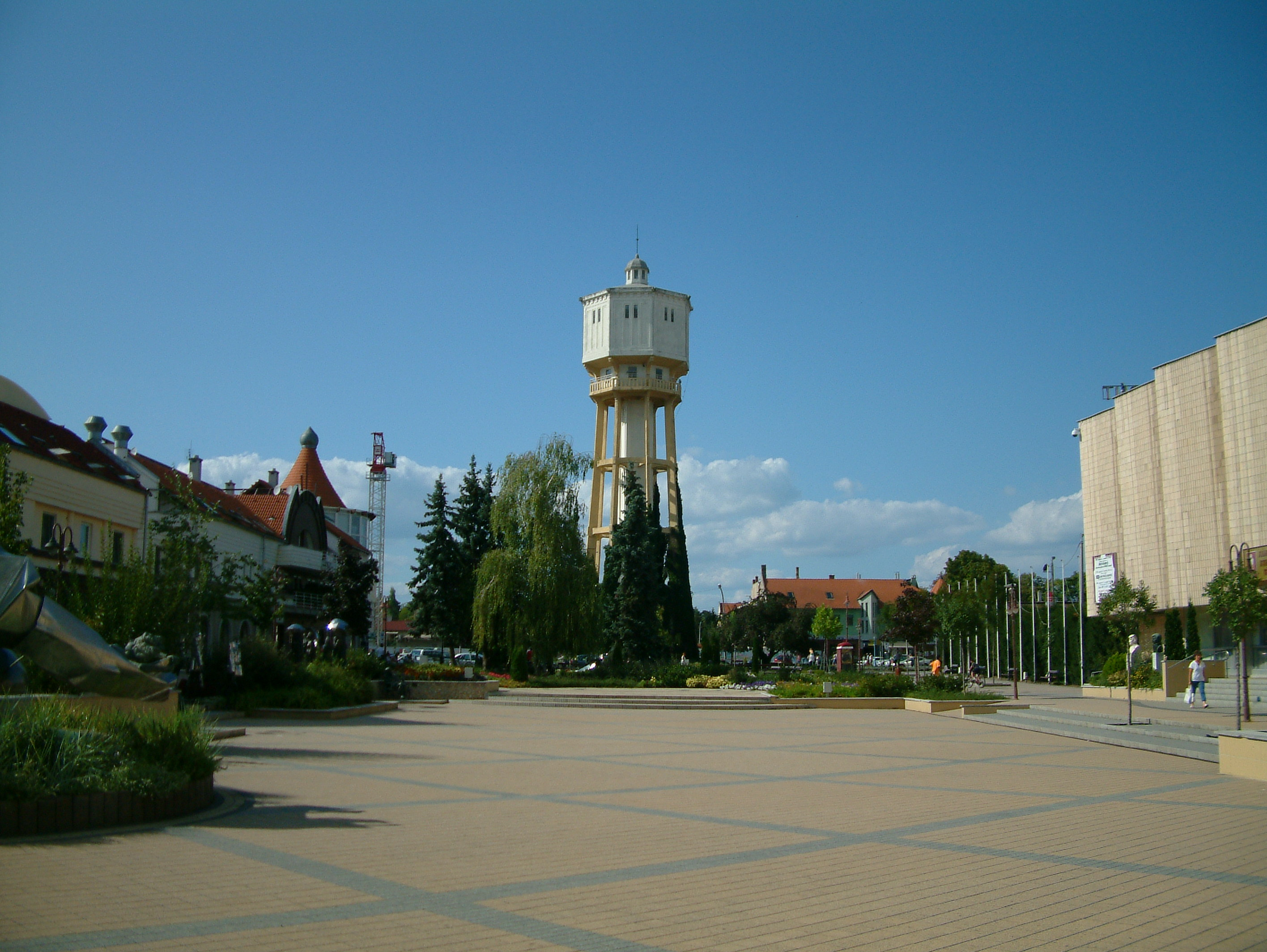
Stortorget med vattentornet.

Siófok är en stad i centrala Ungern. Den är belägen vid den östra stranden av Balatonsjön, södra Europas största insjö. Staden har drygt 25 000 invånare och ligger cirka 120 km sydväst om huvudstaden Budapest.
Idag är Siófok framför allt en turiststad, baserad på bad i den grunda sjön.
Staden är också känd som födelsestad för den ungerske operettkompositören Emmerich Kálmán.
Den viktiga järnvägen förbi Balatonsjön till Budapest går via Siófok. Motorvägen M7 går också förbi Siófok.